# Erik Schinegger
Erik Schinegger, né le 19 juin 1948 à Agsdorf (Carinthie), est un skieur alpin autrichien intersexe ayant concouru – et notamment remporté les championnats du monde de descente en 1966 – dans les catégories féminines sous le prénom d'Erika car un développement interne de ses organes génitaux avait laissé croire qu'il était une femme. 
Vingt-deux ans après sa victoire au championnat du monde de descente féminin en 1966, le classement est officiellement révisé le 14 novembre 1988 et le titre de championne du monde réattribué à Marielle Goitschel, initialement deuxième de cette descente. Mais il faudra encore huit années supplémentaires pour la remise matérielle de la médaille d’or le 14 décembre 1996.

## Biographie
Erik Schinegger était considéré comme une femme en raison de son intersexuation. Alors appelé Erika Schinegger, il remporte le championnat du monde de descente féminin en 1966 à Portillo au Chili et une victoire en coupe du monde de ski en 1967 (géant de Saint-Gervais) en France.
Un test médical pratiqué lors de l’hiver 1967 établit qu’Erik est intersexe : son sexe s’était développé à l’intérieur et il n'avait donc pas été identifié pendant de longues années. Il décide alors de se faire opérer et de changer son prénom en Erik. Il se marie et devient père d'une petite fille, Claire.
En 1988, Erik Schinegger, en collaboration avec Marco Schenz, écrit un livre, L'Homme qui fut championne du monde : ma victoire sur moi-même, dans lequel il raconte sa vie. Ce livre eut un grand succès, surtout dans sa traduction française. Son histoire a été racontée en 2005 par Kurt Mayer dans le documentaire Erik(a) (musique d’Olga Neuwirth).
Erik Schinegger dirige une école de ski pour enfants dans sa commune natale d'Agsdorf en Carinthie.

## Palmarès

### Championnats du monde
- Championnats du monde de 1966 à Portillo (Chili) :
  -  Médaille d'or en descente (le classement est officiellement révisé le 14 novembre 1988 et le titre de championne du monde est remis à Marielle Goitschel)

### Coupe du monde
- Meilleur résultat au classement général : 6e en 1967
  - 1 victoire : 1 géant

#### Saison par saison
- Coupe du monde 1967 :
  - Classement général : 6e
    - 1 victoire en géant : Saint-Gervais

### Arlberg-Kandahar
- Meilleur résultat : 2e place dans la descente 1966 à Mürren

#### Article de presse
- « Erik(a) Schinegger, l'Homme qui fut championne du monde de ski », L'Équipe,‎ octobre 2018 (lire en ligne).